# Préstimo
Préstimo é uma povoação portuguesa do Município de Águeda que foi sede da Freguesia de Préstimo, freguesia que tinha 34,03 km² de área e 724 habitantes (2011), e, por isso, uma densidade populacional de 21,3 hab/km².
A Freguesia de Préstimo foi extinta (agregada), em 2013, no âmbito de uma reforma administrativa nacional, tendo sido agregada à freguesia de Macieira de Alcoba, para formar uma nova freguesia denominada União das Freguesias de Préstimo e Macieira de Alcoba da qual é sede.

## Geografia
Localizada a nordeste do município, Préstimo tem como vizinhos as localidades de Macieira de Alcoba, a leste, Castanheira do Vouga, a sul, Águeda a sudoeste e Valongo do Vouga a noroeste, e os Municípios de Sever do Vouga e Oliveira de Frades a norte e de Tondela a sueste. A localidade é atravessada pelo rio Alfusqueiro, afluente do Águeda. Está inserida na serra do Caramulo. Tem várias aldeias típicas, sendo de destacar as de Lourizela e Carvalhal. De realçar ainda a praia fluvial no rio Alfusqueiro, junto à ponte romana.

## População
| População da freguesia de Préstimo | População da freguesia de Préstimo | População da freguesia de Préstimo | População da freguesia de Préstimo | População da freguesia de Préstimo | População da freguesia de Préstimo | População da freguesia de Préstimo | População da freguesia de Préstimo | População da freguesia de Préstimo | População da freguesia de Préstimo | População da freguesia de Préstimo | População da freguesia de Préstimo | População da freguesia de Préstimo | População da freguesia de Préstimo | População da freguesia de Préstimo |
| ---------------------------------- | ---------------------------------- | ---------------------------------- | ---------------------------------- | ---------------------------------- | ---------------------------------- | ---------------------------------- | ---------------------------------- | ---------------------------------- | ---------------------------------- | ---------------------------------- | ---------------------------------- | ---------------------------------- | ---------------------------------- | ---------------------------------- |
| 1864                               | 1878                               | 1890                               | 1900                               | 1911                               | 1920                               | 1930                               | 1940                               | 1950                               | 1960                               | 1970                               | 1981                               | 1991                               | 2001                               | 2011                               |
| 926                                | 937                                | 1.010                              | 1.123                              | 1.052                              | 1.192                              | 1.218                              | 1.171                              | 1.302                              | 1.249                              | 1.112                              | 1.012                              | 905                                | 921                                | 724                                |

| Distribuição da População por Grupos Etários | Distribuição da População por Grupos Etários | Distribuição da População por Grupos Etários | Distribuição da População por Grupos Etários | Distribuição da População por Grupos Etários | Distribuição da População por Grupos Etários | Distribuição da População por Grupos Etários | Distribuição da População por Grupos Etários | Distribuição da População por Grupos Etários | Distribuição da População por Grupos Etários |
| -------------------------------------------- | -------------------------------------------- | -------------------------------------------- | -------------------------------------------- | -------------------------------------------- | -------------------------------------------- | -------------------------------------------- | -------------------------------------------- | -------------------------------------------- | -------------------------------------------- |
| Ano                                          | 0-14 Anos                                    | 15-24 Anos                                   | 25-64 Anos                                   | > 65 Anos                                    |                                              | 0-14 Anos                                    | 15-24 Anos                                   | 25-64 Anos                                   | > 65 Anos                                    |
| 2001                                         | 138                                          | 112                                          | 449                                          | 222                                          |                                              | 15,0%                                        | 12,2%                                        | 48,8%                                        | 24,1%                                        |
| 2011                                         | 72                                           | 73                                           | 396                                          | 183                                          |                                              | 9,9%                                         | 10,1%                                        | 54,7%                                        | 25,3%                                        |

Média do País no censo de 2001:   0/14 Anos-16,0%;  15/24 Anos-14,3%;  25/64 Anos-53,4%;  65 e mais Anos-16,4%	
Média do País no censo de 2011:    0/14 Anos-14,9%;  15/24 Anos-10,9%;  25/64 Anos-55,2%;  65 e mais Anos-19,0%(Fonte: INE)

## História
O foral manuelino data de 1514. Terra reguenga, teve diversos donatários. Em 1502 era de Fernão de Miranda. Pertenceu aos de senhores de Serém no século XVII. Acabou no século XIX, por ser dada ao primeiro barão de Quintela, Joaquim Pedro Quintela, rico negociante de Lisboa, a 13 de Novembro de 1802.
O nome de Préstimo provém da designação medieval de um município que abarcava, além da freguesia de Macieira de Alcoba, alguns lugares das freguesias das Talhadas, Valongo do Vouga e Castanheira do Vouga. Foi só no século XVI que Préstimo substituiu o nome de Soutelo do Monte, na designação da povoação cabeça do município. Tinha, em 1801, 965 habitantes. Aquando da extinção as suas duas freguesias foram anexadas ao antigo concelho de Vouga.
Foram Senhores do Préstimo a família Pacheco Pereira, do Porto.[carece de fontes?]

## Património
- Capela de Nossa Senhora da Esperança ou das Neves
- Poço Redondo
- Cruzeiro de Préstimo

## Lugares
- A-dos-Ferreiros
- Salgueiro
- Rio de Maçãs
- Carvalhal
- Cabeço do Cão
- Pousadas
- Lourizela
- Vale de Égua
- Préstimo
- Barrosa
- Vale do Lobo
- Sernadinha
- Sernada
- Cambra
- Junqueiro
- Quinta da Serrascosa
- Ventoso
- Quinta do Pereiro
- Quinta das Hortas
- Chousinha
- Casal